# 魔幻組曲 稜鏡娜娜
《魔幻組曲 稜鏡娜娜》是由SHAFT於2012年推出之印象角色計劃，曾推出一系列動畫短片及歌曲作宣傳。後來亦與DAXEL合作推出角子機。
自2015年起，此項目陸續以會場上映的方式推出了一系列內容獨立的OVA，預定合計7部。截至2017年為止，共有2部ova已製作完成並已公映。其中一部ova在2017年被改編為舞台劇並進行公演。

## 概要
是次製作為SHAFT繼《魔法少女小圓》以後，再一次染指魔法少女題材的原創計劃。2012年7月下旬，動畫公司以「PROJECT PRISM NANA」名義宣佈計劃，網上亦流出角色設計及原案相關資料。官方其後亦於8月10日開始的第82次Comic Market正式公開計劃，亦有展出製作完畢的黏土玩偶。SHAFT的公司代表久保田光俊其後於訪問表示，是次製作的企劃早於公佈前的一年半左右開展。標題用到的是代表著傳統的幸運數字7，而初步計劃都會圍繞這個數字作發展。
於未決定實質故事和製作模式的框架下，公司先邀請各界動畫師合作，製作7部顯示製作概念的音樂影片。相關作品於12月29日開始的第83次Comic Market，與7首主題曲輯錄成DVD及CD套裝發售，並於2013年8月第84次Comic Market再發佈兩首新歌曲。期間製作人束成與DAXEL合作，推出兩款角子機，其中第二款「魔幻組曲 稜鏡娜娜 Ace」暗地裡加入了新角色。
2015年8月，本作宣布正式開始製作具有完整劇情的OVA動畫，暫定推出總共7部獨立故事，並會繼續增加新角色，而其中一人將由Daisy×Daisy主唱MiKA擔當。

## 故事簡介
故事發生在離現代稍為遙遠的未來，地點是被日本海域和山脈包圍的政令都市——七業市。數位剛踏入青春期的少女，在這裡帶著各種複雜的感覺，向著充滿無限可能的大門邁進，展開一場畢生難忘的成長之旅。

## 角色

### 魔法少女
鷲岡至／熱力娜娜（Heat Nana）　配音：三森鈴子
本作的主角。棕紅髮女孩，經常綁著蝴蝶結在側旁。
好勝心強，處事正直向前。對天文學有濃厚興趣，夢想是駕駛自己研發的引擎飛向宇宙。
變身後髮色變淺，充滿火焰能量。
淺木飛鳥／大地娜娜（Earth Nana）　配音：今井麻美
米黃髮女孩，以蝴蝶絲帶綁上單馬尾後依然很長。
繼承老字號之名，並受到嚴格訓練的大小姐。從小就肩負著不少期待。
雖然溫柔良善，但內向害羞，且看起來有點無精打采的樣子。
變身後髮色徹底變綠，充滿大地能量。
織部琴音／飛濺娜娜（Splash Nana）　配音：喜多村英梨
深藍髮女孩，經常留著雙馬尾。
由大城市轉學到七業市，比同齡朋友稍為成熟。喜歡唱歌，亦關注自己的歌曲能否成就他人的幸福。
性格嬌嫩，極像小孩子，且個性比較害羞。
變身後髮色變淺，充滿水能量。
柊真子／閃電娜娜（Lightning Nana）　配音：安濟知佳
淺棕髮女孩。
變身後髮色變淺，充滿雷電能量。

### 精靈
比卡（Bekaru）
謎一般的白色小兔，副色為粉紅色，綁有藍色蝴蝶結。
希倫（Hiero）
謎一般的黑色小兔，副色為紫色，綁有黑色蝴蝶結。

## 計劃人員
- 原作、製作：PRISM NANA PROJECT
- 角色設計原案：監督
- 企劃：佐藤圭一、久保田光俊
- 製作人：石澤陽二
- 音樂製作人：榎本廣樹
- 音樂總監：向井健治
- 助理製作人：大嶋實句
- 設定管理：新井
- 動畫製作：SHAFT
- 動畫製作人：岡田康弘

## 音樂影片
| 部數 | 導演     | 角色設計 | 歌曲                                                                     | 先行版發佈日期 | 備註  |
| ---- | -------- | -------- | ------------------------------------------------------------------------ | -------------- | ----- |
| 1    | 岩崎安利 | 中村直人 | 「」 主唱：鷲岡至、淺木飛鳥、織部琴音 （三森鈴子、今井麻美、喜多村英梨） | 2012年9月30日  | [ 3 ] |
| 2    | 沼田誠也 | 坂井久太 | 「」 主唱：鷲岡至（三森鈴子）                                            | 2012年10月30日 | [ 4 ] |
| 3    | 宮本幸裕 | 中村直人 | 「」 主唱：淺木飛鳥（今井麻美）                                          | 2012年11月30日 | [ 5 ] |
| 4    | 三浦陽   | 永作友克 | 「」 主唱：織部琴音（喜多村英梨）                                        | 2012年12月21日 | [ 6 ] |
| 5    | URA      | 中村直人 | 「」 主唱：鷲岡至、淺木飛鳥、織部琴音 （三森鈴子、今井麻美、喜多村英梨） | 2013年2月27日  | [ 7 ] |
| 6    | 岩本拓也 | 鳥山冬美 | 「」 主唱：鷲岡至、淺木飛鳥、織部琴音 （三森鈴子、今井麻美、喜多村英梨） | 2013年3月11日  | [ 8 ] |
| 7    | 宮本幸裕 | 潮月一也 | 「」 主唱：Daisy×Daisy                                                   | 2013年4月26日  | [ 9 ] |

## 純印象歌曲

主唱：鷲岡至、淺木飛鳥、織部琴音（三森鈴子、今井麻美、喜多村英梨）

主唱：鷲岡至、淺木飛鳥、織部琴音（三森鈴子、今井麻美、喜多村英梨）

## OVA
2015年8月，官方宣佈7部具有完整故事的OVA正式開始製作，並於第88次Comic Market率先公佈其中數部的標題。
7部作品的故事基本上完全獨立，除卻角色基本形象以外，均會放手給該集人員和動畫師自由創作。其中第1部的角色設計師表示，本作在作畫方面並不太執著於緊密依循前期製作所訂下的設計框架，而是有更多地方為了遷就呈現內容和效果，要讓設計人員為相關畫面作較為即興的指導。出演聲優亦指出每部錄音都必須捨棄過去的認知，將角色的互動視為全新的體驗。
| 部數  | 翻譯標題                        | 原文標題 | 監督     | 劇本     | 分鏡     | 演出     | 角色設計 | 作畫監督 | 主題曲                                                                   | 發佈日期                                           |
| ----- | ------------------------------- | -------- | -------- | -------- | -------- | -------- | -------- | -------- | ------------------------------------------------------------------------ | -------------------------------------------------- |
| Vol.1 | 實現夢想…!? 希望的躍進號 [前篇] |          | 宮本幸裕 | 大嶋實句 | 上坪亮樹 | 宮本幸裕 | 潮月一也 | 伊藤良明 | 「」 主唱：Daisy×Daisy 「」 主唱：Daisy×Daisy                            | 2015年11月29日（先行公映）                         |
| Vol.2 |                                 |          |          |          |          |          |          |          |                                                                          |                                                    |
| Vol.3 | 金幣之國的萬聖節 ～法子與妖精～ |          | 大谷肇   | 大谷肇   |          |          | 住本悦子 |          | 「」 主唱：鷲岡至、淺木飛鳥、織部琴音 （三森鈴子、今井麻美、喜多村英梨） | 2016年10月31日（先行公映）                         |
| Vol.4 | 星空篇                          |          | 沼田誠也 | 沼田誠也 | 沼田誠也 | 沼田誠也 | 岩本里奈 |          | 「」 主唱：Daisy×Daisy 「」 主唱：Daisy×Daisy                            | 2016年4月16日（先行公映） 2017年9月4日（網絡串流） |
| Vol.5 |                                 |          |          |          |          |          |          |          |                                                                          |                                                    |
| Vol.6 |                                 |          |          |          |          |          |          |          |                                                                          |                                                    |
| Vol.7 |                                 |          |          |          |          |          |          |          |                                                                          |                                                    |

## 外部連結
- 官方網站 （页面存档备份，存于）（日語）
- C82特設留言版 （页面存档备份，存于）（日語）
- Prism Nana Project Facebook專頁 （页面存档备份，存于）（日語）